# Hypomia
Hypomia – rodzaj chrząszczy z rodziny kózkowatych i podrodziny zgrzypikowych.

## Zasięg występowania
Przedstawiciele tego rodzaju występują w Ameryce Północnej od płd. USA po Honduras, a także w Indiach Zachodnich.

## Systematyka
Do Hypomia należą 2 gatunki:
- Hypomia mexicana
- Hypomia penicillata